# Richard Osman
Pour les articles homonymes, voir Osman.
Richard Thomas Osman (prononcé /ˈɒzmən/ ; né le 28 novembre 1970 à Billericay) est un écrivain, animateur, producteur et réalisateur de télévision anglais.

## Biographie
Osman grandit à Haywards Heath. Sa mère est enseignante, il a pour frère Mat Osman, bassiste du groupe Suede. Il va à la Warden Park School puis étudie les sciences politiques et la sociologie au Trinity College de Cambridge à 1989 à 1992.
Depuis 2009, il anime en compagnie d'Alexander Armstrong le jeu Pointless sur BBC One.
Osman était auparavant le producteur exécutif d'autres émissions, comme Deal or No Deal, 8 Out of 10 Cats ou 10 O'Clock Live. En 2013, il crée le jeu Prize Island. Il apparaît à de nombreuses reprises dans Would I Lie to You? ou Let's Play Darts.
Depuis 2014, il est l'un des coanimateurs de The One Show avec Alex Jones.
Depuis 2016, il est un capitaine d'équipe du jeu Insert Name Here animé par Sue Perkins.
Il est le porte-parole du Royaume-Uni au Concours Eurovision de la chanson 2016.
Osman est également écrivain. En 2020, il publie un roman policier, Le Murder Club du jeudi (The Thursday Murder Club), le premier titre de la série policière Les Enquêtes du Murder Club ayant par héros quatre vieux retraités britanniques d'un paisible village du Kent qui se réunissent tous les jeudis pour tenter de résoudre de vieilles affaires criminelles. Le film est adapté à l'écran par Chris Columbus : The Thursday Murder Club sera diffusé sur Netflix en 2025.

## Œuvre littéraire

### Romans policiers

#### SérieLes Enquêtes du Murder Club
- Le Murder Club du jeudi, 2021 ((en) The Thursday Murder Club, 2020), trad. Sophie Alibert
- Le Jeudi suivant, 2022 ((en) The Man Who Died Twice, 2021), trad. Sophie Alibert
- Le Mystère de la balle perdue, 2023 ((en) The Bullet That Missed, 2022), trad. Sophie Alibert
- Une mort bien fâcheuse, 2024 ((en) The Last Devil To Die, 2023), trad. Sophie Alibert

#### SérieSteve Wheeler
- (en) We Solve Murders, 2024

## Filmographie
- 2025 : The Thursday Murder Club de Chris Columbus (producteur délégué)

## Prix et nominations

### Nominations
- Prix Anthony 2024 du meilleur roman pour The Last Devil To Die[1]
- Prix Lefty 2025 du meilleur roman policier humoristique pour We Solve Murders[2]

## Source de la traduction
- (en) Cet article est partiellement ou en totalité issu de l’article de Wikipédia en anglais intitulé « Richard Osman » (voir la liste des auteurs).